# Пітайо каштановолий
Пітайо каштановолий (Ochthoeca thoracica) — вид горобцеподібних птахів родини тиранових (Tyrannidae). Мешкає в Перу і Болівії. Раніше вважався конспецифічним з темноспинним пітайо.

## Підвиди
Виділяють два підвиди:
- O. t. angustifasciata Chapman, 1926 — північ Перу;
- O. t. thoracica Taczanowski, 1874 — південний схід Перу і захід Болівії.

## Поширення і екологія
Каштанововолі пітайо поширені від Амазонаса і Кахамарки на півночі Перу до Кочабамби в центральній Болівії. Вони живуть у вологих гірських тропічних лісах на східних схилах Анд. Зустрічаються на висоті від 1700 до 3200 м над рівнем моря.